# 比尔·克林顿总统中心及公园
比尔·克林顿总统中心及公园（William J. Clinton Presidential Center and Park）位于美国阿肯色州小岩城，包括第42任美国总统（1993至2001年）比尔·克林顿的总统图书馆、克林顿基金会办公室和阿肯色大学克林顿公共服务学院。它是美国的第13座总统图书馆，也是由国家档案和记录管理局管理的总统图书馆之一。

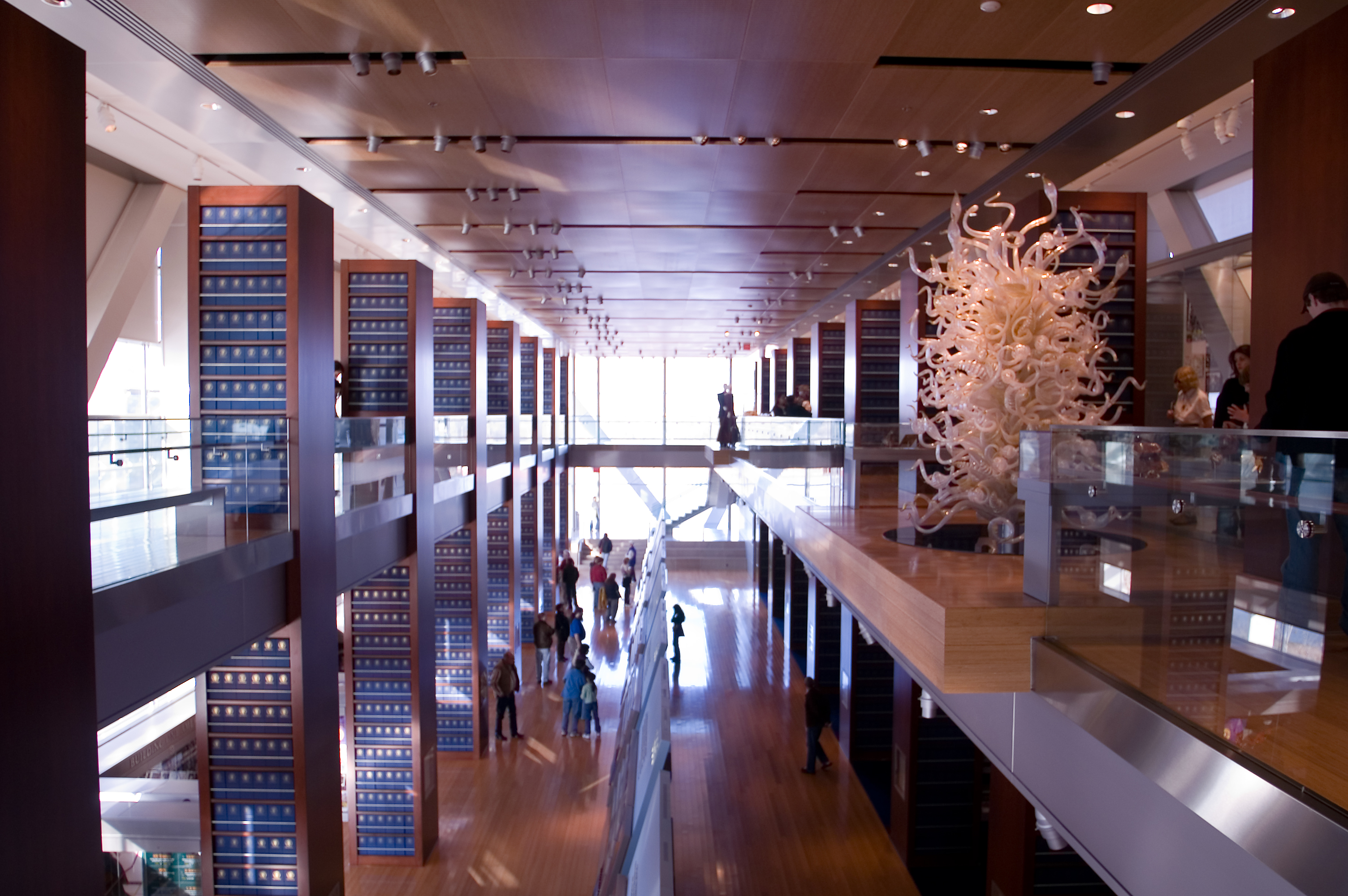
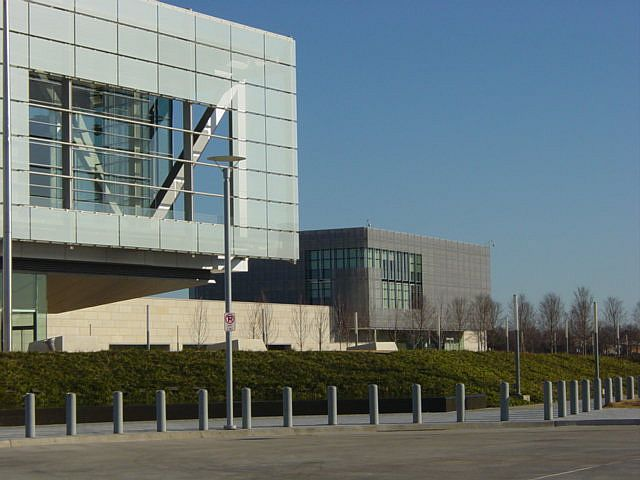
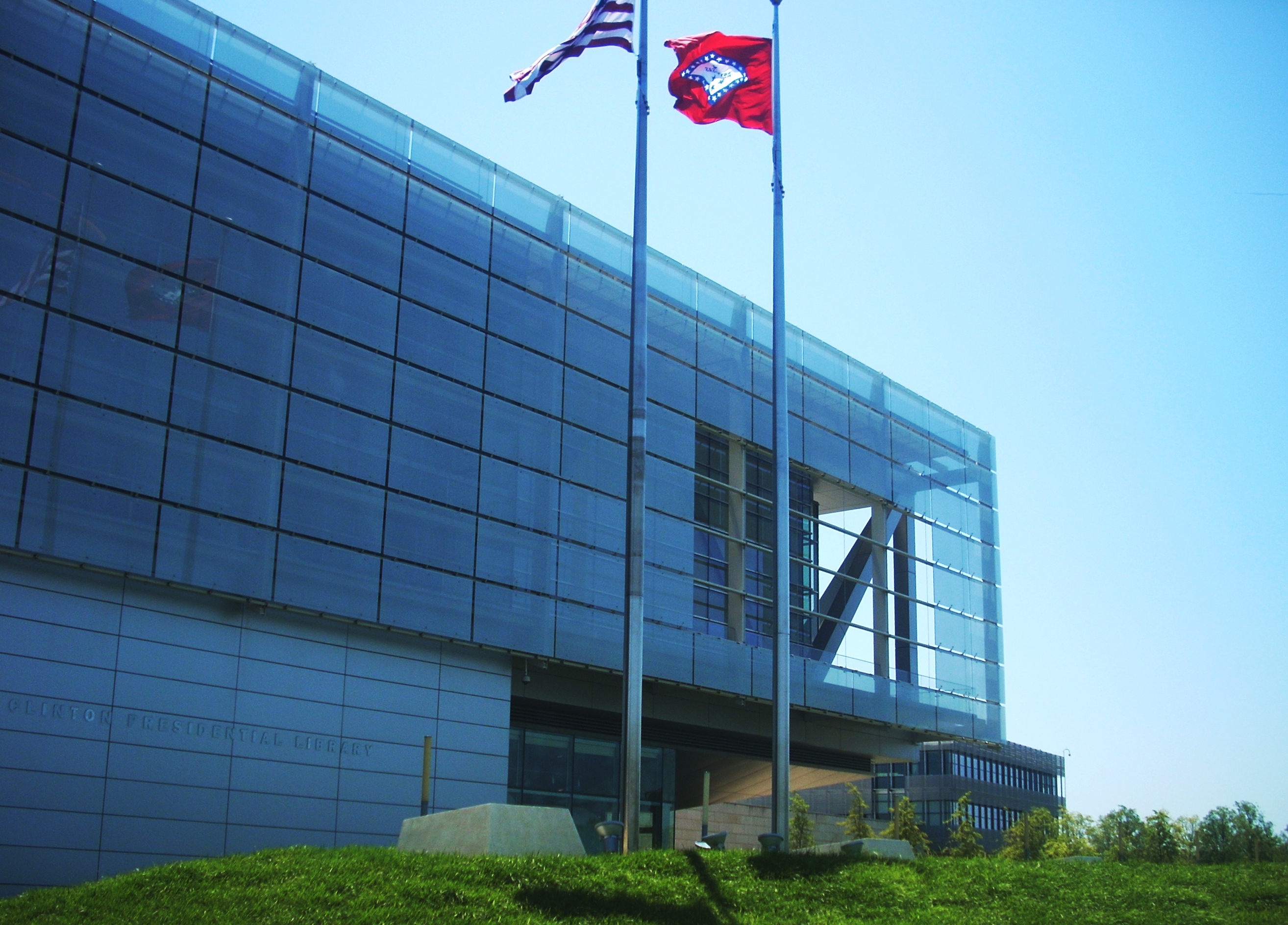